# Comitatul Talladega, Alabama
Comitatul Talladega (în engleză Talladega County) este un comitat din statul Alabama, Statele Unite ale Americii.

## Demografie
|  | Graficele sunt indisponibile din cauza unor probleme tehnice. Mai multe informații se găsesc la Phabricator și la wiki-ul MediaWiki. |

Date: Wikidata - grafică realizată de Wikipedia

== Note ==
1. ↑  "ACES Winston County Office" (links/history), Alabama Cooperative Extension System (ACES), 2007, webpage: ACES-Talladega.